# Ченстошовиці
Ченстошовиці (пол. Częstoszowice) — село в Польщі, у гміні Ксьонж-Великі Меховського повіту Малопольського воєводства.
Населення — 92 особи (2011).
У 1975-1998 роках село належало до Келецького воєводства.

## Демографія
Демографічна структура станом на 31 березня 2011 року:
|          | Загалом | Допрацездатний вік | Працездатний вік | Постпрацездатний вік |
| -------- | ------- | ------------------ | ---------------- | -------------------- |
| Чоловіки | 46      | 3                  | 36               | 7                    |
| Жінки    | 46      | 6                  | 24               | 16                   |
| Разом    | 92      | 9                  | 60               | 23                   |